# Dikembe Dixson
Dikembe Dixson (Freeport (Illinois), 6 de septiembre de 1996) es un baloncestista estadounidense que pertenece a la plantilla del Kauhajoen Karhu de la Korisliiga finlandesa. Con 2,01 metros de estatura, juega en la posición de alero.

## Trayectoria deportiva
Dixson nació en Freeport (Illinois) y se formó en la Paul G. Blazer High School en Ashland (Kentucky), en la Thomas Nelson High School de Bardstown (Kentucky) y en la Mingo Central Comprehensive High School de Delbarton (Virginia del Norte).

### Universidad
Desde 2015 a 2018 fue jugador de los UIC Flames en la Universidad de Illinois en Chicago. Como estudiante de primer año, Dixson promedió 19,8 puntos y 7,3 rebotes por partido. Fue nombrado estudiante de primer año del año de la Horizon League en 2016. Como estudiante de segundo año, Dixson promedió 20.3 puntos y seis rebotes por juego mientras lanzaba un 47.7 por ciento desde el campo. Dixson fue titular en los 32 partidos como junior, con un promedio de 14,2 puntos, 3,5 rebotes y 1,3 robos por partido y un 38,9 por ciento de tiros de campo. Después de la temporada se declaró para el draft de la NBA de 2018, terminando su carrera en UIC con 1250 puntos.

### Profesional
Después de no ser drafteado en el draft de la NBA de 2018, Dixson firmó un contrato para disputar la liga de verano de la NBA con los Miami Heat. 
El 9 de septiembre de 2018, Dixson firmó su primer contrato profesional con Hoops Club en el Líbano.
A partir de 2019, Dixson firmó un contrato con los Windy City Bulls de la NBA G League, el equipo afiliado a los Chicago Bulls.
El 21 de febrero de 2019, Dixson fue intercambiado para jugar en los Capital City Go-Go de la NBA G League, firmando un contrato "exhibit 10" con los Washington Wizards, pero fue despedido el 17 de octubre de 2019.
En diciembre de 2019, Dixson firmó con Basquete UniFacisa del Novo Basquete Brasil.
En enero de 2021, Dixson firmó con el Vardar de la Primera Liga de Macedonia, con el que promedió 19,7 puntos, 7,3 rebotes, 1,5 asistencias y 1,6 robos por partido.
El 31 de julio de 2021, Dixson firmó con el T71 Dudelange de la Total League. En ocho partidos promedió 25,8 puntos, 7,4 rebotes, 1,9 asistencias y 1,5 robos por partido.[15]
El 8 de noviembre de 2021, Dixson firmó con el BBC Monthey de la LNA, la primera división del baloncesto suizo.
El 7 de agosto de 2022, firmó con el New Basket Brindisi de la Lega Basket Serie A por una temporada.
El 27 de febrero de 2023 firmó con el Kauhajoen Karhu de la Korisliiga finlandesa.